# Elberhausen
Elberhausen ist eine Ortschaft in Hückeswagen im Oberbergischen Kreis im Regierungsbezirk Köln in Nordrhein-Westfalen (Deutschland).

## Lage und Verkehrsanbindung
Elberhausen liegt im südöstlichen Hückeswagen unmittelbar an der Grenze zu Wipperfürth nahe dem Staudamm der Bevertalsperre. Nachbarorte sind Steinberg, Heide, Fürweg, Reinshagenbever, Wipperfürth-Oberröttenscheid und Wipperfürth-Niederröttenscheid. Der Ort ist über mehrere Verbindungsstraßen angebunden, die alle von der Kreisstraße K5 abzweigen. Von Elberhausen hat man einen guten Blick auf den Staudamm der Bevertalsperre.

## Geschichte
Nach 1450 wurde der Ort das erste Mal urkundlich erwähnt und zwar in Henricus te Elbeshusen ist Wachszinsiger des Kölner St. Apostelstiftes. Schreibweise der Erstnennung: Elbeshusen. Die Karte Topographia Ducatus Montani aus dem Jahre 1715 zeigt einen Hof und bezeichnet diesen mit Elberhusen.
Im 18. Jahrhundert gehörte der Ort zum bergischen Amt Bornefeld-Hückeswagen. 1815/16 lebten 24 Einwohner im Ort. 1832 gehörte Kleineichen der Berghauser Honschaft an, die ein Teil der Hückeswagener Außenbürgerschaft innerhalb der Bürgermeisterei Hückeswagen war. Der laut der Statistik und Topographie des Regierungsbezirks Düsseldorf als Weiler kategorisierte Ort besaß zu dieser Zeit drei Wohnhäuser und drei landwirtschaftliche Gebäude. Zu dieser Zeit lebten 31 Einwohner im Ort, 25 katholischen und sechs evangelischen Glaubens.
Im Gemeindelexikon für die Provinz Rheinland werden für 1885 vier Wohnhäuser mit 32 Einwohnern angegeben. Der Ort gehörte zu dieser Zeit zur Landgemeinde Neuhückeswagen innerhalb des Kreises Lennep. 1895 besitzt der Ort vier Wohnhäuser mit 28 Einwohnern, 1905 vier Wohnhäuser und 17 Einwohner.

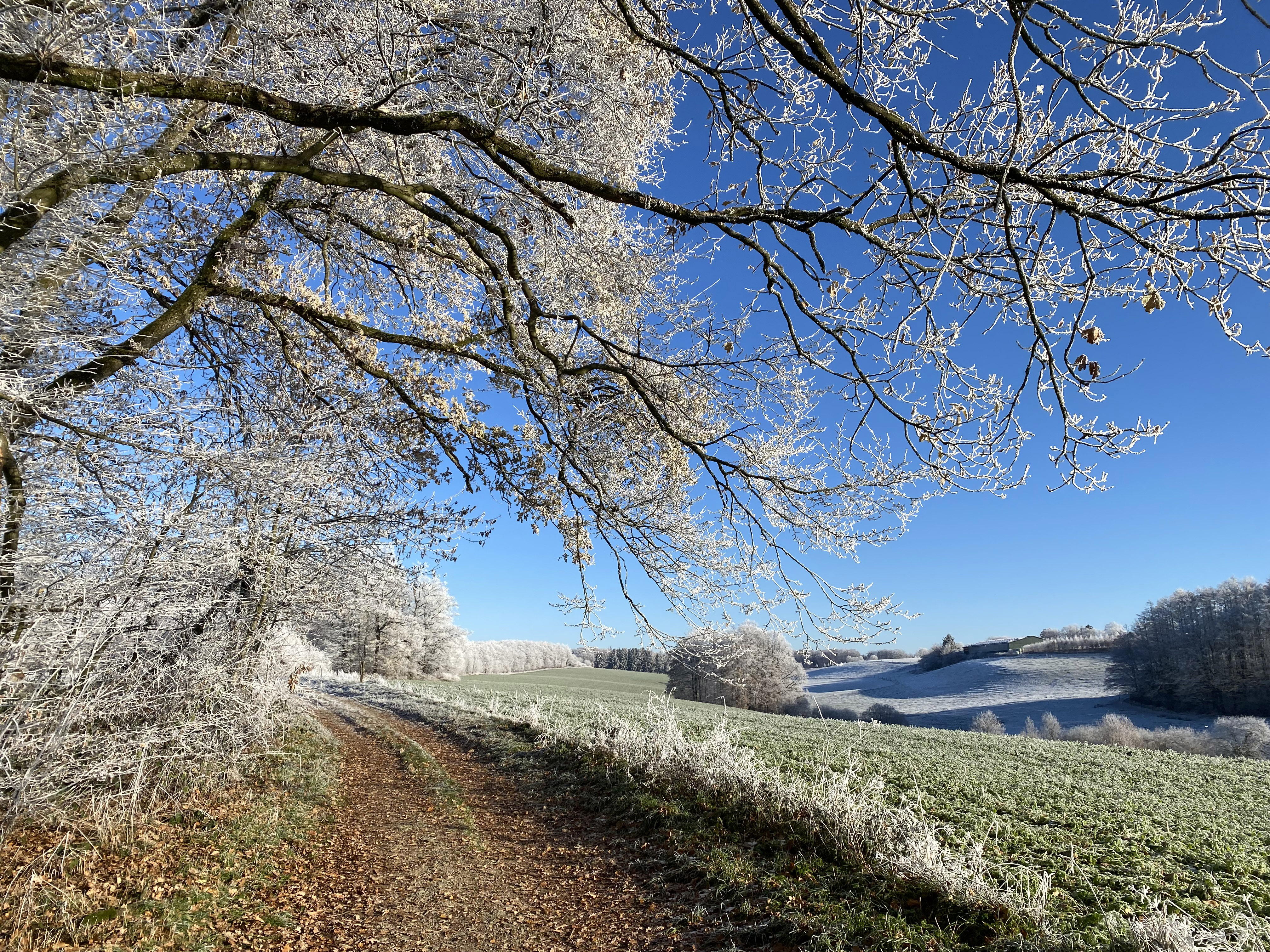
Wanderweg zw. Elberhausen und Niederlangenberg

## Wander- und Radwege
Folgende Wanderwege beginnen im Ort, führen durch den Ort oder an ihm vorbei:
- Die SGV-Hauptwanderstrecke X28 (Graf-Engelbert-Weg) von Hattingen nach Schladern/Sieg
- Der Bezirkswanderweg ◇6 (Wupperweg) des SGV-Bezirks Bergisches Land
- Die Straße der Arbeit des SGV-Bezirks Bergisches Land
- Der Wipperfürther Rundweg ◯
- Der Ortswanderweg △ zum Goldenbergshammer beginnt in Elberhausen.